# Псырдзха
Псы́рдзха (абх. Ҧсырӡха, груз. ფსირცხა) — село в Абхазии, в Гудаутском районе частично признанной Республики Абхазия, согласно административному делению Грузии — в Гудаутском муниципалитете Абхазской Автономной Республики. В советское время село официально именовалось Псирцха и Псырцха.
В административном отношении село является административным центром Псырдзхинской сельской администрации (абх. Ҧсырӡха ақыҭа ахадара), в прошлом Псырцхинского сельсовета. По территории села проходит Сухумское шоссе.

## Географическое положение

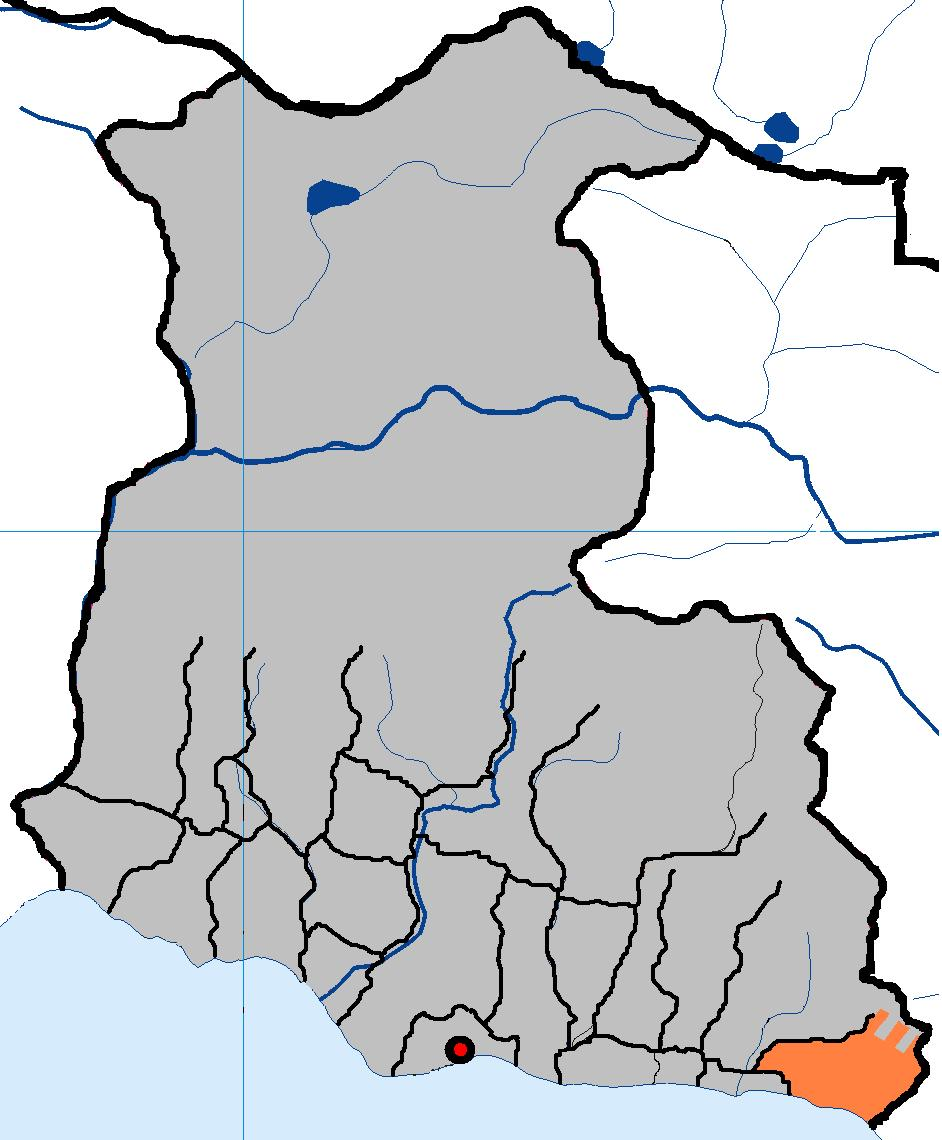
Расположение села Псырдзха

Расположено к востоку от райцентра Гудаута в предгорной полосе. В этом районе горная цепь близко подходит к побережью.
Село (администрация) Псырдзха исторически включает 3 посёлка (абх. аҳабла):
- Араху (Псырдзха Октябрьская, Октомбери)
- Амжасара (Псырдзха Греческое, Цитрусовани)
- Псырдзха Ахабла (собственно Псырдзха)

На севере границей Псырдзхи служит Бзыбский хребет, на востоке Псырдзха граничит с Сухумским районом, на юге территория села выходит к черноморскому побережью, на западе — с городом Новый Афон.

## Население
По данным переписи 1959 года в селе Псырцха (Псырдзха) жило 834 человека, в основном армяне (в Псырцхском сельсовете в целом — 2637 человек, также в основном армяне). По данным переписи 1989 года, население Псырцхского сельсовета составило 2889 человек, в том числе села Псырцха — 1386 человек, в основном армяне и абхазы. По данным переписи 2011 года, численность населения сельского поселения (сельской администрации) Псырдзха составила 1738 жителей, из них 69,3 % — армяне (1205 человек), 18,8 % — абхазы (327 человек), 8,1 % — русские (140 человек), 1,3 % — грузины (22 человека), 0,5 % — мегрелы (9 человек), 0,5 % — украинцы (9 человек), 0,3 % — греки (6 человек), 1,2 % — другие (20 человек).
Во второй половине XIX века Псырдзха, как и другие восточные сёла Бзыбской Абхазии, пострадала от мухаджирства — насильственного выселения абхазского населения в Турцию — в большей степени, нежели селения, расположенные западнее. Из Псырдзхи были выселены все жители, и территория на несколько лет обезлюдела. В 1880-е годы здесь оседают турецкие армяне и позже греки, русские, грузины.
По данным переписи населения 1886 года в селении Псырдзха проживало григориан — 221 чел. По сословному делению в Псырдзхе имелось 221 крестьян. Князей, дворян, представителей православного духовенства и «городских» сословий в Псырдзхе не проживало.
| Год переписи | Число жителей | Этнический состав                                                       |
| ------------ | ------------- | ----------------------------------------------------------------------- |
| 1886         | 221           | армяне 100 %                                                            |
| 1926         | 1657          | армяне 57,2 %; русские 15,6 %; грузины 9,1 %; греки 2,8 %; абхазы 2,1 % |
| 1959         | 2637          | армяне, русские (нет точных данных)                                     |
| 1989         | 2889          | армяне, русские (нет точных данных)                                     |
| 2011         | 1738          | армяне (69,3 %), абхазы (18,8 %), русские (8,1 %)                       |